# Линденшмит Старший, Вильгельм
Вильгельм Линденшмит Старший (нем. Wilhelm Lindenschmit (der Ältere),9 марта 1806, Майнц — 12 марта 1848, Мюнхен)  — немецкий художник, мастер исторического жанра в живописи. Отец художника Вильгельма Линденшмита Младшего.

## Биография
В. Линденшмит родился в семье медальера. В 1823 году он оканчивает мюнхенскую Академию изящных искусств. В 1824-1825 годах учится в Академии искусств Вены. После того, как Петер Корнелиус переезжает из Дюссельдорфа в Мюнхен, с конца 1825 года живёт в Мюнхене и В. Линденшмит. Здесь он вплоть до 1828 года, будучи учеником П. Корнелиуса, помогает последнему в написании фресок. В 1848 году Линденшмит получает место придворного художника в Мейнингене (герцогство Саксен-Мейнинген), однако он скончался в том же году.
В Мюнхене В. Линденшмит пишет картины для Аркады в Придворном саду (Хофгартене) под названием «Победа в битве при Гингене Людвига Богатого (Баварского) над Альбрехтом Ахиллесом (Бранденбургским) в Баварской войне (1459–1463)». В 1830 году он заканчивает работу над фреской «Сражение крестьян под Зендлингом 1705 года» - своим наиболее известным произведением, написанным для церкви св. Маргариты в Зендлинге. Другими известными работами были его полотна на темы из стихотворений Ф. Шиллера и две картины из жизни Леонардо да Винчи (хранятся в мюнхенской Старой пинакотеке). Ряд фресок, написанных В. Линденшмитом, сохранились в замке Хоэншвангау, где он украсил четыре помещения сценами из баварской истории.
В работах В. Линденшмита (особенно ранних) сочетаются реалистические традиции живописи с искусством эпохи классицизма и художественной манерой назарейцев. Более поздние картины этого художника написаны в позднеклассическом стиле, присущем «школе Корнелиуса».

## Галерея
- Крестьянское сражение у Зендлинга (фреска)